# ركن الدين الأستراباذي
ركن الدين الأستراباذي (645 - 715 هـ/ 1247 - 1315 م) هو فقيه اشتغل بالمنطق والطب والكلام والأصول وعالم الموصل في عصره.
هو ركن الدين حسن بن محمد بن شرف شاه الحسيني الأستراباذي. أخذ عن الخواجة نصير الدين الطوسي ثم رحل إلى الموصل بعد وفاته ودرّس بالمدرسة النورية.

## آثاره
من آثاره شرح مقدمة ابن الحاجب المسماة بالكافية وشرحها بثلاثة شروح: كبير وهو المسمى «البسيط» ومتوسط وهو المسمى «الوافية» وهو المتداول، وصغير. كما شرح قواعد العقائد للمحقق الطوسي ومن كتبه أيضاً «شرح الحاوي الصغير» في فقه الشافعية للقزويني.